# Diamine oxydase
Ne doit pas être confondu avec Amine oxydase à cuivre.
Une diamine oxydase (DAO), ou histaminase, est une oxydoréductase qui catalyse la réaction :
 + H2O + O2  {\displaystyle \rightleftharpoons }   + NH3 + H2O2.
histamine + H2O + O2  {\displaystyle \rightleftharpoons }  (imidazol-4-yl)acétaldéhyde + NH3 + H2O2.
Il s'agit d'un groupe d'enzymes également capables d'oxyder d'autres amines primaires telles que la putrescine mais ne sont que faiblement actives sur les amines secondaires et tertiaires. Chez l'homme, la diamine oxydase est exprimée dans les intestins, les reins et le placenta, surtout impliquée dans le processus de dégradation des amines biogènes dont l'histamine. C'est une quinoprotéine à cuivre ( Métalloprotéine ) sensible à l'inhibition par les composés carbonylés tels que ceux de la famille de la semicarbazide H2N–NH–CO–NH2. 
Initialement classée comme amine oxydase à cuivre (EC 1.4.3.6) sur la base de la nature du cofacteur, la diamine oxydase (EC 1.4.3.22) en a été séparée de l'amine primaire oxydase (EC 1.4.3.21).